# 圣庞克拉斯 (萨瓦省)
圣庞克拉斯（法語：Saint-Pancrace，法語發音：[sɛ̃ pɑ̃kʁas]）是法国萨瓦省的一个市镇，属于圣让德莫里耶讷区。

## 地理
圣庞克拉斯（45°16'11"N, 6°19'32"E）面积5.59 平方千米，位于法国奥弗涅-罗讷-阿尔卑斯大区萨瓦省，该省份为法国东部省份，历史上为薩伏依的一部分，北起上萨瓦省，西接伊泽尔省和安省，南部和东部与上阿尔卑斯省和意大利接壤。
与圣庞克拉斯接壤的市镇（或旧市镇、城区）包括：雅里耶、圣阿尔邦德维拉尔、圣让德莫里耶讷。

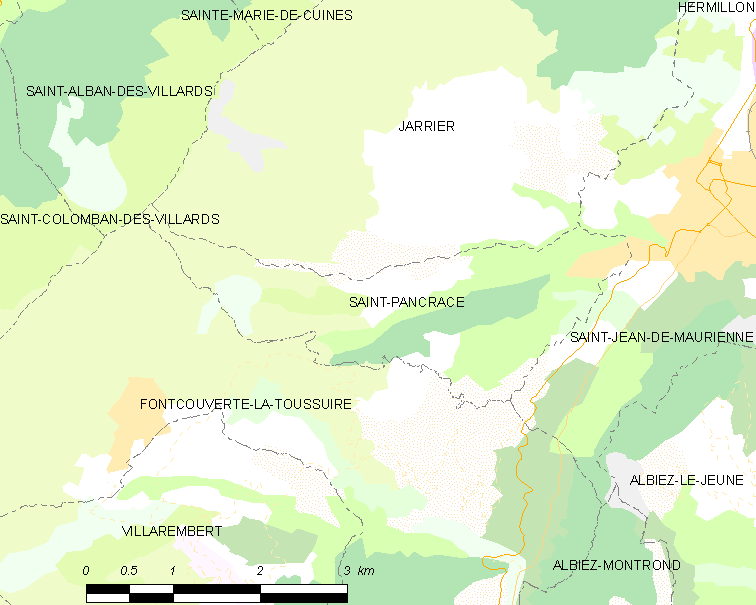
的OSM定位图

圣庞克拉斯的时区为UTC+01:00、UTC+02:00（夏令时）。

## 行政
圣庞克拉斯的邮政编码为73300，INSEE市镇编码为73267。

## 政治
圣庞克拉斯所属的省级选区为圣让德莫里耶讷县。

## 人口

1962-2008年间人口变化图示

圣庞克拉斯于2022年1月1日时的人口数量为305人。